# Músculo eretor do pelo
Os músculos eretores de cabelo, são pequenos músculos ligados aos folículos capilares em mamíferos. A contração desses músculos faz com que os pêlos se arrepiem, conhecido coloquialmente como arrepios (piloereção).

## Estrutura
Cada pelo eretor é composto por um feixe de fibras musculares lisas que se ligam a vários folículos (uma unidade folicular).  Cada um é inervado por terminações nervosas simpáticas do sistema nervoso autônomo. O músculo se liga ao nicho de células-tronco foliculares, dividindo-se em sua extremidade profunda para circundar o folículo.

## Função
A contração do músculo é involuntária. Estresses como frio, medo etc. podem estimular o sistema nervoso simpático e, portanto, causar contração muscular.

### Isolamento térmico
Em muitos mamíferos, a contração dos músculos eretores do pelo ajuda a fornecer isolamento térmico. O ar fica preso entre os pelos eretos, ajudando o animal a reter o calor.

### Estabilidade do folículo capilar
Os músculos eretores dos pelos também estabilizam a base do folículo piloso .

### Significado clínico
Problemas de pele, como a hanseníase, podem danificar os músculos eretores do pêlo, evitando sua contração.

## Imagens adicionais

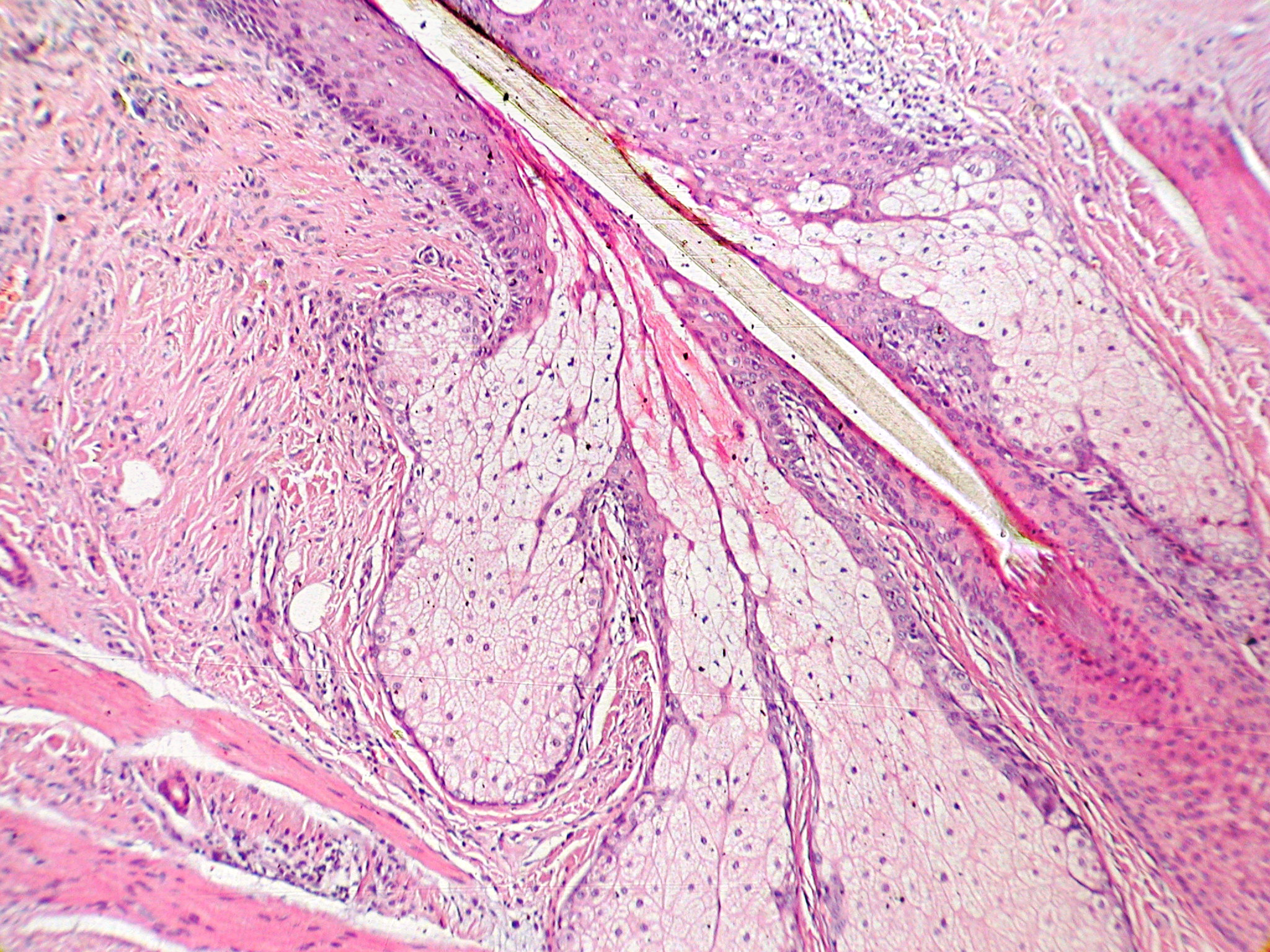
Inserção de glândulas sebáceas na base de um pelo
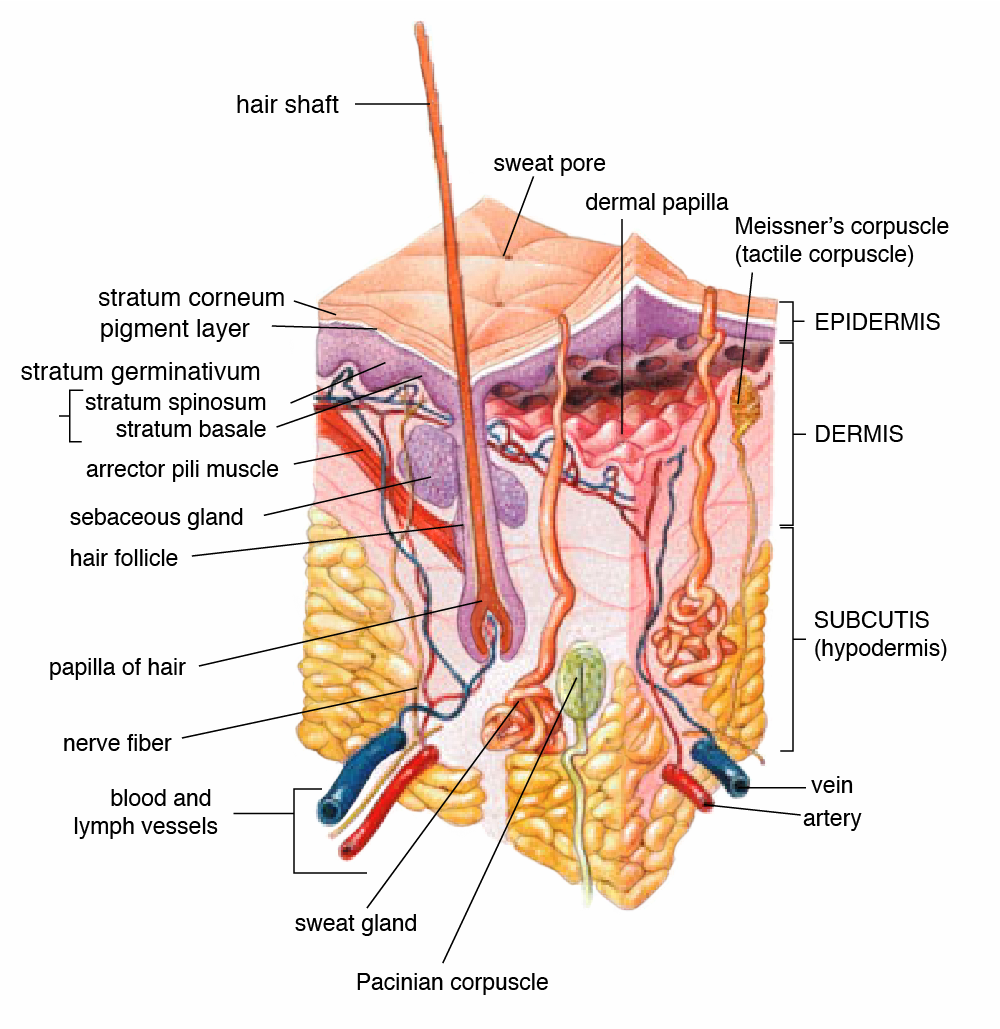
Seção transversal de todas as camadas da pele